# Odùduwà

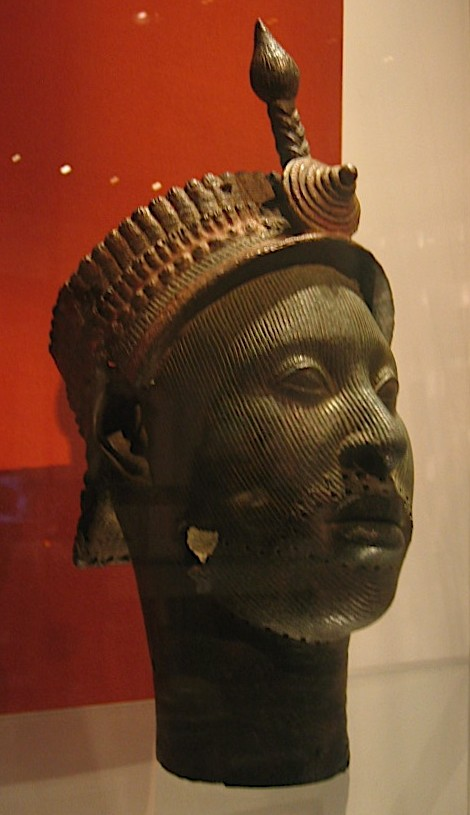
Testa di bronzo di un re di Ife conservata al British Museum

Oduduwa, chiamato anche Oddua e Odudua è una delle divinità della religione Yoruba. Viene considerato il primo re del regno Yoruba cui si attribuisce l'unificazione di tutti i regni locali in un unico grande regno. Secondo la santeria la sua figura è sincretizzata con Gesù Cristo.

## Origini
Secondo la tradizione Yoruba, Oduduwa la sua origine è egiziana o nubiana, ed emigrò da quelle terre nel periodo della invasione e della colonizzazione greca in Egitto.
Uno dei meriti attribuiti a Oduduwa è quello di aver fondato le norme e le leggi del regno di Ife, secondo la cui tradizione orale Oduduwa sarebbe il figlio del dio supremo Olodumare o Olorun, e discese dal cielo per creare la terra.

## Caratteristiche
È il signore della solitudine, dei misteri e dei segreti della morte, e corrisponde alla figura dell'antenato deificato. Il suo regno attuale sono le tenebre della notte e risulta di difficile identificazione perché è privo di forma, essendo un corpo spirituale che emana solo una fioca luce forforescente.
Nella santeria la sua figura è sincretizzata con Sant'Emanuele, il Nome di Gesù, il Santissimo Sacramento e Sant'Anna. Come alcuni altri orisha, possiede sia le caratteristiche maschili, sia quelle femminili.
I suoi colori sono il bianco, il rosso ed il nero e il suo giorno è il giovedì. Si dice che nella sua versione femminile l'orisha sia la moglie di Obatala.